# Französische Rugby-Union-Meisterschaft 1910/11
Die Saison 1910/11 war die 20. Austragung der französischen Rugby-Union-Meisterschaft (französisch Championnat de France de rugby à XV), der heutigen Top 14.
Nach einer Vorrunde spielten die besten Mannschaften in K.-o.-Runden gegeneinander. Im Endspiel, das am 9. April 1911 an der Route du Médoc in Le Bouscat stattfand, trafen die beiden Halbfinalsieger aufeinander und spielten um den Bouclier de Brennus. Dabei setzte sich Stade Bordelais gegen den Sporting Club Universitaire de France (SCUF) durch und errang zum siebten Mal den Meistertitel.

## Vorrunde
Die Detailergebnisse sind nicht bekannt.

## Viertelfinale

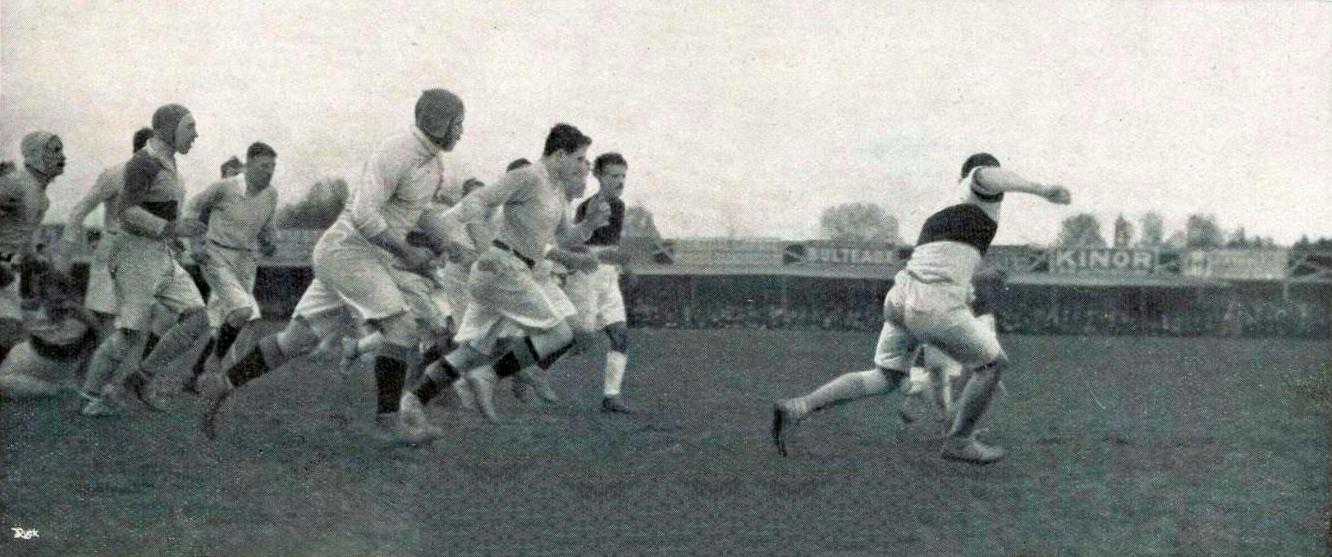
Spielszene im Meisterschaftsfinale

| Datum        | Begegnung                           | Ergebnis |
| ------------ | ----------------------------------- | -------- |
| 5. Mär. 1911 | Stade Bordelais – Stade Nantais     | 21:3     |
| 5. Mär. 1911 | FC Lyon – US Romans                 | 06:5     |
| 5. Mär. 1911 | SCUF – Le Havre                     | 06:4     |
| 5. Mär. 1911 | Stade Poitevin – Stadoceste Tarbais | 00:6     |

## Halbfinale
| Datum         | Begegnung                 | Ergebnis |
| ------------- | ------------------------- | -------- |
| 19. Mär. 1911 | Stade Bordelais – FC Lyon | 26:0     |
| 19. Mär. 1911 | SCUF – Stadoceste Tarbais | 09:5     |

## Finale
| 9. April 1911 | Stade Bordelais                                                | 14 : 0        | SCUF | Route du Médoc, Le Bouscat Zuschauer: 12.000 Schiedsrichter: Paul Meyer |
| 9. April 1911 | Versuche: F. Ferrens Ihingoué Anouilh Duffau Erhöhungen: Boyau | (6:0) Bericht |      | Route du Médoc, Le Bouscat Zuschauer: 12.000 Schiedsrichter: Paul Meyer |

Aufstellungen
Stade Bordelais: Jean Anouilh, Maurice Boyau, Maurice Bruneau, René Canton, Jean Jacques Conilh de Beyssac, Julien Duffau, Daniel Ihingoué, Marcel Laffitte, Maurice Leuvielle, Henri Martin, Robert Monier, Jean-René Pascarel, André Perrens, Fernand Perrens, Émile Strohl
SCUF: Maurice Auguste, R. Berthet, Jules Cadenat, Charles du Souich, Dominique Etchegaray, Albert Eutrope, Émile Giffo, Henri Houblain, Rémi Laffitte, Henri Moure, Louis Pichereau, J. Thévenot, Charles Vallot, Henri Vezani, Henri Vives